# Renê Júnior
Renê dos Santos Júnior (Rio de Janeiro, 16 settembre 1989) è un ex calciatore brasiliano, di ruolo centrocampista.

## Carriera
Ha iniziato a giocare in squadre di serie minori brasiliane di Rio de Janeiro, quali Criciúma, Estácio de Sá e Madureira, prima di trasferirsi nel Figueirense, in seconda serie. Un anno dopo tornò nelle serie inferiori giocando per Democrata-GV e Salgueiro.
Nel gennaio 2012 ha firmato un contratto con il Mogi Mirim, ad aprile si trasferisce per un mese al Tombense e a maggio dello stesso anno passa in prestito al Ponte Preta, con cui esordisce in massima serie il 20 maggio, contro l'Atlético-MG. Chiude la stagione con 31 presenze e un gol in campionato.
Tornato per fine prestito al Tombense, il 3 gennaio 2013 si trasferisce ancora in prestito, stavolta al Santos, con cui gioca 13 partite in massima serie.
Dal 1º gennaio 2014 entra a far parte della società cinese del Guangzhou Evergrande, militante in Super League, per l'equivalente di 1 milione di euro. Ha esordito in campionato l'8 marzo 2014 nella gara della prima giornata contro l'Henan Jianye.

## Palmarès

### Club

#### Competizioni nazionali
- Campionato cinese: 1

Guangzhou Evergrande: 2014